# 阿拉格斯德尔普埃尔托
阿拉格斯德尔普埃尔托（西班牙語：Aragüés del Puerto），是西班牙阿拉贡自治区韦斯卡省的一个市镇。总面积64平方公里，总人口148人（2001年），人口密度2人/平方公里。平均海拔高度为970米。